# Kevin Alejandro
Kevin Michael Alejandro (San Antonio, 7 aprile 1976) è un attore statunitense di origine messicana.

## Biografia
È cresciuto con la famiglia in un piccolo paesino del Texas chiamato Snyder, dove ha frequentato le scuole superiori per poi studiare recitazione presso la University of Texas at Austin.
Dopo essersi trasferito a Los Angeles inizia ad ottenere le prime parti: nel 2004 entra nel cast della soap opera Febbre d'amore, dove per due anni ricopre il ruolo di Dominic Hughes, e in seguito ottiene piccole partecipazioni a serie televisive come Streghe e 24. Nel 2005 ottiene un piccolo ruolo nel film Constantine, ma in fase di montaggio la scena che lo vedeva protagonista è stata eliminata.
Successivamente continua a partecipare come guest star a numerose serie televisive come E-Ring, Senza traccia, Big Love e molte altre. Nel 2007 ottiene il ruolo ricorrente di Benny Velasquez in Sleeper Cell e fa parte del cast della serie di breve vita Drive. La sua popolarità cresce grazie al ruolo di Santos nella prima stagione di Ugly Betty; in seguito entra nel cast di Shark - Giustizia a tutti i costi nel ruolo del procuratore distrettuale Danny Reyes. Nel 2009 recita al cinema in Crossing Over e nello stesso anno interpreta il detective Nate Moretta nella serie Southland.
Dal 2010 al 2012 interpreta Jesus Velasquez nella serie della HBO True Blood mentre nel 2013 interpreta il consigliere municipale Alderman Sebastian Blood nella serie Arrow. Dopo aver preso parte ad altre serie, nel 2016 entra nel cast di Lucifer nel ruolo del detective Dan Espinoza e sarà anche regista di alcuni episodi della medesima.

## Vita privata
Dal 14 febbraio 2004 è sposato con Leslie de Jesus Alejandro; la coppia ha un figlio, Kaden Michael Alejandro, nato il 22 febbraio 2008.

## Filmografia

### Cinema
- Truth and Dare, regia di Alpesh Patel (2003)
- Purgatory Flats, regia di Harris Done (2003)
- Constantine, regia di Francis Lawrence (2005)
- Strange Wilderness, regia di Fred Wolf (2008)
- Creature of Darkness, regia di Mark Stouffer (2009)
- Two, Four, Six, regia di Paul C. Babin (2009) - cortometraggio
- Wake, regia di Ellie Kanner (2009)
- Crossing Over, regia di Wayne Kramer (2009)
- Red State, regia di Kevin Smith (2011)
- The Legend of Hell's Gate, regia di Tanner Beard (2011)
- Aristotle e Dante scoprono i segreti dell'universo (Aristotle and Dante Discover the Secrets of the Universe), regia di Aitch Alberto (2022)

### Televisione
- Crossing Jordan – serie TV, episodio 2x15 (2003)
- Las Vegas – serie TV, episodio 1x07 (2003)
- Dr. Vegas – serie TV, episodio 1x02 (2004)
- Febbre d'amore (The Young and the Restless) – serie TV, 15 episodi (2004-2005)
- Streghe (Charmed) – serie TV, episodio 7x09 (2004)
- 24 – serie TV, episodi 4x02-4x05-4x06 (2005)
- JAG - Avvocati in divisa (JAG) – serie TV, episodio 10x14 (2005)
- Alias – serie TV, episodio 4x12 (2005)
- CSI: NY – serie TV, episodio 1x19 (2005)
- Threshold – serie TV, episodio 1x06 (2005)
- Medium – serie TV, episodio 2x09 (2005)
- Faceless – serie TV, regia di Joe Carnahan (2005) – film TV
- E-Ring – serie TV, episodio 1x14 (2005)
- Senza traccia (Without a Trace) – serie TV, episodio 4x18 (2006)
- Big Love – serie TV, episodio 1x07 (2006)
- CSI: Miami – serie TV, episodio 4x25 (2006)
- NCIS - Unità anticrimine (NCIS) – serie TV, episodio 4x11 (2006)
- Sleeper Cell – serie TV, 7 episodi (2006-2007)
- Ugly Betty – serie TV, 8 episodi (2006-2007)
- Drive – serie TV, 6 episodi (2007)
- Shark - Giustizia a tutti i costi (Shark) – serie TV, 16 episodi (2007-2008)
- Burn Notice - Duro a morire (Burn Notice) – serie TV, episodio 2x02 (2008)
- The Cleaner – serie TV, episodio 1x02 (2008)
- Gemini Division – serie TV, 5 episodi (2008)
- Sons of Anarchy – serie TV, episodi 1x08-1x09 (2008)
- Eleventh Hour – serie TV, episodio 1x13 (2009)
- Knight Rider – serie TV, episodio 1x17 (2009)
- Heroes – serie TV, episodio 3x21 (2009)
- Weeds – serie TV, 4 episodi (2008-2009)
- Drop Dead Diva – serie TV, episodio 1x05 (2009)
- Melrose Place – serie TV, episodio 1x06 (2009)
- The Deep End – serie TV, episodio 1x06 (2010)
- The Mentalist – serie TV, episodio 2x17 (2010)
- Psych – serie TV, episodio 5x07 (2010)
- Parenthood – serie TV, 3 episodi (2010)
- Bones – serie TV, episodio 6x23 (2010)
- Law & Order - Unità vittime speciali (Law & Order: Special Victims Unit) – serie TV, episodi 12x06 (2011)
- Hide - Segreti sepolti (Hide) – Film TV, regia di John Gray (2011)
- Southland – serie TV, 17 episodi (2009-2011)
- True Blood – serie TV, 26 episodi (2010-2012)
- Amiche nemiche (GCB) – serie TV, un episodio (2012)
- Golden Boy – serie TV, 13 episodi (2013)
- Arrow – serie TV, 2ª stagione (2013-2014)
- Grey's Anatomy – serie TV, episodi 11x18-11x22 (2015)
- The Returned – serie TV, 10 episodi (2015)
- The Catch – serie TV, 1 episodio (2016)
- Lucifer – serie TV, 54 episodi (2016-2021)
- Arcane – serie animata (2021) - voce
- Fire Country – serie TV (2022-in corso)

## Doppiatori italiani
Nelle versioni in italiano delle opere in cui ha recitato, Kevin Alejandro è stato doppiato da:
- Alberto Bognanni in NCIS - Unità anticrimine, Psych, Hide - Segreti sepolti
- Daniele Raffaeli in Big Love, Lucifer
- Michele Bruno in Febbre d'amore (1ª voce)
- Danilo Brugia in Febbre d'amore (2ª voce)
- Corrado Conforti in Streghe
- Diego Suarez in Alias
- Fabrizio Picconi in Shark - Giustizia a tutti i costi
- Luigi Ferraro in CSI: NY
- Vladimiro Conti in CSI: Miami
- Daniele Barcaroli in Ugly Betty
- Emiliano Ragno in Sons of Anarchy
- Enrico Di Troia in Burn Notice - Duro a morire
- Fabrizio Vidale in The Mentalist
- Francesco De Francesco in Bones
- Riccardo Rossi in Soutland
- Marco De Risi in True Blood
- Edoardo Stoppacciaro in Amiche nemiche
- Alessandro Quarta in Golden Boy
- Massimo De Ambrosis in Arrow
- Luigi Morville in The Returned
- Leonardo Graziano in The Catch
- Daniele Giuliani in Grey's Anatomy
- Simone D'Andrea in Fire Country